# Siamang
Siamang, též gibon siamang nebo gibon srostloprstý (Symphalangus syndactylus) je se svou délkou až 90 cm a hmotností až 20 kg největším druhem gibonů. Je to jediný zástupce rodu Symphalangus.

## Popis
- Hmotnost: 12 až 20 kg
- Délka těla: 75 až 90 cm

Siamang, je stejně jako ostatní giboni stromovým živočichem. Tento největší druh gibona může být i dvakrát větší než ostatní druhy gibonů. Typická pro tento druh je černá barva srsti a jako ostatní giboni nemá ocas. Od jiných druhů gibonů se odlišuje především srostlým druhým a třetím prstem na rukou, dále pak mohutnými rezonančními vaky na hrdle, které slouží k jejich nejhlasitějšímu „zpěvu” mezi gibony. Tyto vaky lze nafouknout až do velikosti hlavy jedince, vaky jsou typické pro obě pohlaví.

## Rozšíření a stanoviště
Ve volné přírodě se vyskytuje v Indonésii (Sumatra), v Malajsii (Malajský poloostrov) a v Thajsku. Zprávy o výskytu z Myanmaru jsou téměř jistě mylné.
Vyskytuje se v poloopadavých a stálezelených tropických lesích. Využívá různá stromová patra, primární je zda se na stromě nalézají místa vhodná pro spánek či odpočinek. Preferuje málo husté lesy v níže položených oblastech, ale může se vyskytovat i v nadmořské výšce 3 800 m n. m.

## Biologie
Žije ve skupinách do 6 jedinců, průměrně 4 jedinců na teritoriu o průměrné rozloze 23 ha. Skupina se skládá z dominantního samce, dominantní samice, jejich potomků a dospívajících jedinců. Dospívající jedinci obvykle opouštějí skupinu po dosažení 6. až 8. roku života. Jedná se o monogamní druh. Březost trvá 6 až 8 měsíců, jakmile se mládě narodí matka o něj pečuje do jednoho roku života. Samci o mláďata vykazují větší zájem než ostatní členové čeledi. Mláďata se úplně osamostatňují ve třetím roce života. V zajetí se dožívají až 30 let.
Živí se převážně ovocem (asi 60 % jídelníčku). Konzumuje asi 160 různých druhů rostlin od révy až po dřevnaté rostliny. Hlavní jídlo jsou pro siamanga fíky, preferuje zralé ovoce před nezralým a mladé listy před staršími. Dále jí květiny a hmyz. Přestože se jeho strava skládá především z ovoce, pojídá více listů než ostatní členové čeledi Hylobatidae.

## Ohrožení
Jako stromový primát nejvíce trpí ztrátou životního prostředí, dále pytláctvím a lovem. Největší hrozbou jsou plantáže s palmou olejnou, lesní požáry, nezákonné kácení lesa a rozvoj lidských sídel. Nejsou sice loveni pro maso, ale jsou stříleny samice kvůli prodeji jejich mláďat jako domácích mazlíčků. Mnoho z nich ale umírá již během přepravy. Jejich počty se odhadují asi na 20000 jedinců a velikost populace klesá.

## Poddruhy
Existují dva poddruhy siamanga:
- Symphalangus syndactylus syndactylus (Raffles, 1821); vyskytující se na Sumatře
- Symphalangus syndactylus volzi (Pohl, 1911); vyskytující se na Malajském poloostrově

## Siamang včeských zoo
V ČR je v současnosti chová Zoologická zahrada Olomouc. Dříve byli chováni také v Zoologická zahrada Ostrava, Zoologická zahrada Zlín, a ZOO Dvorec.